# Tạ Phi (nhà cách mạng)
Tạ Phi (giản thể: 谢飞; phồn thể: 謝飛; bính âm: Xiè Fēi; 3 tháng 2 năm 1913 – 14 tháng 2 năm 2013) là một nhà cách mạng và chính trị gia người Trung Quốc. Bà đã tham gia vào Vạn lý Trường chinh và là vợ thứ ba của Lưu Thiếu Kỳ.

## Đầu đời
Tạ Phi, tên khai sinh Tạ Quỳnh Hương (tiếng Trung: 謝瓊香), quê quán ở Văn Xương, tỉnh Hải Nam, Trung Quốc. Bà hoạt động cách mạng từ năm 13 tuổi và trở thành đảng viên Đảng Cộng sản Trung Quốc vào năm 1927. Sau khi lưu vong đến Hồng Kông và hoạt động bí mật ở Singapore, bà trở về Trung Quốc vào năm 1932 và làm việc ở tỉnh Phúc Kiến trước khi đến Thụy Kim năm 1934. Trong thời gian ở Phúc Kiến, bà từng luộc và ăn những tài liệu nhạy cảm vài lần để giữ chúng khỏi các tay sai của Quốc dân Đảng, gây ra nhiều vấn đề về dạ dày mãn tính sau đó.

## Nội chiến Trung Quốc
Tạ là một trong ba mươi phụ nữ tham gia vào Vạn lý Trường chinh những năm 1934–1935. Tháng 10 năm 1935, bà kết hôn với Lưu Thiếu Kỳ và làm người thứ vợ ba của ông, người sau này trở thành Chủ tịch nước Cộng hòa Nhân dân Trung Hoa. Cuộc hôn nhân của hai người được mô tả là "ngắn ngủi, bí ẩn và dường như không có con", kết thúc bằng một cuộc ly hôn vào tháng 1 năm 1939 hoặc năm 1941.
Năm 1937, bà học tại Trường Đảng Trung ương của Đảng Cộng sản Trung Quốc ở Diên An và sau đó là cán bộ đảng ở nhiều cấp khác nhau.

## Cuối đời
Sau khi Cộng hòa Nhân dân Trung Hoa được thành lập năm 1949, Tạ trở thành giám đốc một khóa học đặc biệt tại Đại học Nhân dân Trung Quốc và đến năm 1956 là phó hiệu trưởng Trường Cán bộ Chính trị và Pháp luật Trung ương. Bà đã được cử đến làm việc trong một trang trại lợn vào năm 1959. Trong Cách mạng Văn hóa, Tạ bị bắt giam với tư cách là một cộng sự thân cận trước đây của Lưu Thiếu Kỳ; sau đó bà được phục hồi lại chức vị vào năm 1978, trở thành hiệu phó trường Đại học Công an Nhân dân Trung Quốc và nghỉ hưu vào tháng 2 năm 2000. Bà đã qua đời vì bạo bệnh tại Bắc Kinh vào ngày 14 tháng 2 năm 2013.